# Загоскіно (Велізький район)
Загоскіно — село у Велізькому районі Смоленської області Росії . Входить до складу Селезнівського сільського поселення . Населення — 11 осіб (2007 рік) .
Розташоване у північно-західній частині області за 13 км на схід від Веліжа та за 16 км на північний-схід від автодороги Р 133 Смоленськ — Невель . За 80 км на південь від села розташована залізнична дорога станції Голінки на лінії Смоленськ — Вітебськ. 

## Історія
В роки німецько-радянської війни село було окуповане німецькими військами в липні 1941 року, звільнено в вересні 1943 року. 